# Nanshan Shuiku
Nanshan Shuiku är en reservoar i Kina. Den ligger i provinsen Zhejiang, i den östra delen av landet, omkring 100 kilometer söder om provinshuvudstaden Hangzhou. Nanshan Shuiku ligger 117 meter över havet. Arean är 1,6 kvadratkilometer. I omgivningarna runt Nanshan Shuiku växer i huvudsak blandskog. Den sträcker sig 3,1 kilometer i nord-sydlig riktning, och 1,8 kilometer i öst-västlig riktning.
Genomsnittlig årsnederbörd är 2 209 millimeter. Den regnigaste månaden är juni, med i genomsnitt 377 mm nederbörd, och den torraste är januari, med 70 mm nederbörd.